# Eugnesia liparampyx
Eugnesia liparampyx là một loài bướm đêm trong họ Geometridae.